# Roy Orbison Sings
Roy Orbison Sings es el decimoquinto álbum de estudio del músico estadounidense Roy Orbison, publicado por la compañía discográfica MGM Records en mayo de 1972. 

## Lista de canciones
Cara A
1. "God Love You" (Roy Orbison, Joe Melson) - 2:54
2. "Beaujolais" (John Carter, Tim Gilbert) - 2:14
3. "If Only for a While" (Bill Dees, Larry Henley) - 2:25
4. "Rings of Gold" (Gene Thomas) - 2:33
5. "Help Me" (Orbison, Melson) - 2:50
6. "Plain Jane Country (Come to Town)" (Eddy Raven) - 2:17

Cara B
1. "Harlem Woman" (Orbison, Melson) - 3:56
2. "Cheyenne" (Carter, Gilbert) - 2:06
3. "Changes" (Orbison, Melson) - 2:07
4. "It Takes All Kinds of People" (Orbison, Mike Curb) - 3:34
5. "Remember the Good" (Mickey Newbury) - 2:54